# Cudoniopsis pusilla
Cudoniopsis pusilla är en svampart som beskrevs av Speg. 1925. Cudoniopsis pusilla ingår i släktet Cudoniopsis och familjen Sclerotiniaceae.   Inga underarter finns listade i Catalogue of Life.